# پناهگاه سر در
پناهگاه سر در مربوط به دوران پیش از تاریخ ایران باستان است و در شهرستان بیرجند، بخش مرکزی، روستای سریجان واقع شده و این اثر در تاریخ ۷ مهر ۱۳۸۱ با شمارهٔ ثبت ۶۳۷۰ به‌عنوان یکی از آثار ملی ایران به ثبت رسیده‌است.